# Psychotria zevallosii
Psychotria zevallosii är en måreväxtart som beskrevs av Charlotte M. Taylor. Psychotria zevallosii ingår i släktet Psychotria och familjen måreväxter. Inga underarter finns listade i Catalogue of Life.